# Сузан (Марказі)
Сузан (перс. سوزان) — село в Ірані, у дегестані Джаверсіян, у бахші Каре-Чай, шагрестані Хондаб остану Марказі. За даними перепису 2006 року, його населення становило 782 особи, що проживали у складі 207 сімей.

## Клімат
Середня річна температура становить 10,86°C, середня максимальна – 29,64°C, а середня мінімальна – -10,94°C. Середня річна кількість опадів – 278 мм.
| Клімат поселення                              | Клімат поселення | Клімат поселення | Клімат поселення | Клімат поселення | Клімат поселення | Клімат поселення | Клімат поселення | Клімат поселення | Клімат поселення | Клімат поселення | Клімат поселення | Клімат поселення | Клімат поселення |
| Показник                                      | Січ.             | Лют.             | Бер.             | Квіт.            | Трав.            | Черв.            | Лип.             | Серп.            | Вер.             | Жовт.            | Лист.            | Груд.            |                  |
| Середній максимум, °C                         | 5,04             | 6,77             | 10,50            | 17,48            | 22,95            | 28,16            | 29,64            | 29,43            | 24,58            | 18,45            | 11,72            | 6,05             |                  |
| Середня температура, °C                       | −2,96            | −1,23            | 2,52             | 9,48             | 14,96            | 20,18            | 24,22            | 24,00            | 19,14            | 13,02            | 6,28             | 0,62             |                  |
| Середній мінімум, °C                          | −10,94           | −9,2             | −5,46            | 1,50             | 6,98             | 12,20            | 18,79            | 18,58            | 13,73            | 7,59             | 0,84             | −4,8             |                  |
| Норма опадів, мм                              | 41               | 37               | 50               | 37               | 33               | 6                | 1                | 1                | 0                | 8                | 25               | 39               |                  |
| Середньомісячна швидкість вітру, м/с          | 1.73             | 2.35             | 2.94             | 3.13             | 2.72             | 2.39             | 2.37             | 2.33             | 2.16             | 2.08             | 1.74             | 1.72             |                  |
| Середньомісячна сонячна радіація, кДж/м²·день | 8924             | 12111            | 14741            | 18233            | 22228            | 26971            | 25957            | 24075            | 21171            | 15605            | 10901            | 8780             |                  |
| --------------------------------------------- | ---------------- | ---------------- | ---------------- | ---------------- | ---------------- | ---------------- | ---------------- | ---------------- | ---------------- | ---------------- | ---------------- | ---------------- | ---------------- |
| Джерело:                                      |                  |                  |                  |                  |                  |                  |                  |                  |                  |                  |                  |                  |                  |